# Kiến trúc tham số
Kiến trúc tham số (Parametric architecture/ Parametricism) là dạng kiến trúc, ở đó các đối tượng thiết kế (công trình hoặc đô thị) không phải là đối tượng tĩnh, các mối quan hệ bên trong và bên ngoài đối tượng khá linh hoạt và được điều khiển bởi một tập hợp các yếu tố đầu vào, hoặc các thông số. Kiến trúc sư thông qua máy tính để lập trình các đối tượng thiết kế.

## Lịch sử kiến trúc tham số

### Khởi nguồn
Kiến trúc Hiện đại với chủ nghĩa nhất nguyên về công năng, theo thời gian đã không còn mang hơi thở của thời đại nên bản thân nó đã đánh mất đi vai trò tiên phong và dần dần đi vào lãng quên trong tư duy thiết kế của kiến trúc sư. Và ngày nay, các kiến trúc sư đã chấp nhận sự đa nguyên, đa dạng, phong phú trong cách tiếp cận và tư duy về không gian kiến trúc nhằm tìm ra hướng đi phù hợp với tinh thần thời đại mới.
Trong bối cảnh đấy, sự phát triển mạnh mẽ của các ngành khoa học tự nhiên trong đó có ngành toán học với các dạng hình học mới xuất hiện như Lobachevsky, Fractal, Topology,…đã hỗ trợ cho các kiến trúc sư đương đại nhận thức về không gian và xây dựng nên các ý niệm, lý luận về thị hiếu thẩm mỹ, công năng cho thời đại mới. Những lý luận này sẽ không thể hiện thực hóa nếu như không có một cơ sở vững chắc là sự tiến bộ của khoa học kỹ thuật và công nghệ đồ họa máy tính. Những bước tiến mới của kỹ thuật đồ họa trong thập niên 90 của thế kỷ XX đã tạo ra những công cụ thiết kế hỗ trợ đắc lực cho các kiến trúc sư trong việc thể hiện các đường cong, bề mặt hay không gian phức tạp của hình học Topo.
Con người luôn muốn xây dựng mối liên hệ điển hình giữa hình thức và công năng của bất cứ đối tượng nào trong cuộc sống hàng ngày – điều này cũng xảy ra trong lĩnh vực kiến trúc. Mối liên hệ điển hình đó không còn phù hợp trong thời đại ngày nay – thời đại công nghệ thông tin. Ngày hôm nay, mọi thứ đều liên tục được cải tiến về hình thức lẫn công năng, các ý tưởng, kỹ thuật làm nên công trình cũng không ngoại lệ. Hình thức có thể phù hợp với công năng chỉ trong một giai đoạn nhất định, sau đó nó sẽ bị "lỗi thời", không phù hợp nữa. Mối liên hệ giữa hình thức và công năng không còn bị gò bó, cứng nhắc như thời kỳ Kiến trúc Hiện đại.
Với ba cơ sở ở các mặt toán học, kỹ thuật – công nghệ và lý luận nêu trên, nền kiến trúc thế giới đã hình thành một xu hướng kiến trúc mới và dần dần khẳng định vai trò tiên phong của nó, đó là xu hướng Kiến trúc Tham số (Parametric architecture). 

## Các nguyên tắc thiết kế của Kiến trúc Tham số
Giống như các xu hướng kiến trúc khác, Kiến trúc Tham số cần phải có những nguyên tắc, quy định cụ thể khi áp dụng các lý luận vào thực hành kiến trúc. Điều này là cần thiết, bởi những nguyên tắc sẽ là những hướng dẫn cho quá trình thiết kế phù hợp với mục đích, yêu cầu của xu hướng về mặt tạo hình, công năng hay thẩm mỹ…Những nguyên tắc đó bao gồm: Giải pháp tạo hình – những nguyên lý, quy định để hướng dẫn việc thiết kế và đánh giá hình thức bên ngoài của công trình; Giải pháp công năng - những nguyên lý, quy định để hướng dẫn việc thiết kế và đánh giá chất lượng công năng của thiết kế. Patrik schumacher đã đề xuất như sau:
1.Giải pháp tạo hình
a.Nguyên tắc phủ định (điều cấm đoán)
- Tránh hình thức cứng nhắc (thiếu sự linh hoạt) và các hình khối hình học cơ bản như hình vuông, hình tròn, hình tam giác...
- Tránh sự lặp lại đơn giản (thiếu sự phong phú, đa dạng).
- Tránh sự thiếu liên kết của các yếu tố tạo hình (thiếu tính cấu trúc).
- Tránh các yếu tố, hệ thống kề không liên quan lại bố trí kề nhau.

b.Nguyên tắc thực hiện (giáo điều)
- Tất cả các hình thức phải linh hoạt, mềm mại (sự biến dạng tạo ra nhiều thông tin hơn).
- Tất cả các hệ thống phải độc lập, không có sự nhập nhằng nhưng phải có sự liên kết và phụ thuộc lẫn nhau.
- Sự chuyển đổi của từ thành phần này sang thành phần khác luôn có tính kế thừa, không có sự đứt gãy, gián đoạn về mặt tạo hình.

2.Giải pháp công năng
a.Nguyên tắc phủ định (điều cấm đoán)
- Tránh những khuôn mẫu cứng nhắc về công năng
- Tránh tạo ra những chức năng riêng biệt, không kết nối

b.Nguyên tắc thực hiện (giáo điều)
- Tất cả các công năng điều phải được tham số hóa và có nguyên lý hoạt động
- Tất cả các hoạt động, sự kiện phải được kết nối với nhau

## Đặc trưng của Kiến trúc Tham số
Kiến trúc Tham số là một xu hướng mang hơi thở thời đại. Với việc vận dụng những thành tựu mới nhất của khoa học tự nhiên và khoa học máy tính vào phục vụ cho thiết kế, Kiến trúc Tham số mang những đặc trưng sau: 
- Kiến trúc Tham số là sản phẩm tất yếu của thời đại kỹ thuật số - công nghệ tin học cuối thế kỷ XX - đầu thế kỷ XXI. Nó đại diện cho ý muốn hiện thực hóa mọi ý tưởng mà con người xây dựng trên máy tính, góp phần thực thi câu nói của kiến trúc sư Bernard Tschumi "Hình thức sinh ra từ trí tưởng tượng". Kiến trúc Tham số đã làm được những điều mà con người thậm chí chưa từng nghĩ đến.
- Toán học hiện đại có vai trò cực kỳ quan trọng trong tạo hình của Kiến trúc Tham số. Hình học phi Euclide nói chung hay cụ thể là toán học Topo là cơ sở lý luận, logic và là nền tảng, cấu trúc ban đầu để phát triển những mô hình tham số phức tạp sau này.
- Ở một khía cạnh nào đó, sự hình thành tư duy "Hình thức không hoàn toàn theo công năng" đã góp phần gỡ bỏ những nguyên tắc cứng nhắc trong tạo hình. Điều này, thúc đẩy cho xu hướng Kiến trúc Tham số phát triển mạnh mẽ.
- Là một xu hướng kiến trúc xuất hiện nhằm giải quyết khủng hoảng thời kỳ hậu Kiến trúc hiện đại, phê phán Kiến trúc hiện đại và tìm một hướng đi mới cho kiến trúc để có thể phản ánh đúng đắn hơn về xã hội. Kiến trúc Tham số tạo ra một hình khối kiến trúc có sự khác biệt (sự thay đổi) một cách liên tục, tính mềm dẻo và tính linh hoạt. Nó cho phép tạo ra một hình thù phức tạp nhưng liền mạch, thanh lịch và hoàn toàn khả thi trong việc xây dựng trên thực tế.
- Do được mô hình hóa trên máy tính, Kiến trúc Tham số lập nên một chương trình nghiên cứu dự án thiết kế trước khi công trình được xây dựng. Nó trả lời các câu hỏi cái gì có thể làm được và không làm được trên thực tế từ ý tưởng ban đầu của các kiến trúc sư. Do đó nó cung cấp một sự hiểu biết tốt hơn đối với dự án thiết kế. Điều này cho phép kiến trúc sư xác định mục tiêu, phương pháp và các giá trị mới trong quá trình thiết kế.
- Sự ra đời của Kiến trúc Tham số đã làm thay đổi cách thức, chiến lược thiết kế của các kiến trúc sư như: việc sơ phác (sketch) hầu như sẽ làm việc với mô hình ba chiều nhiều hơn là vẽ bằng tay, làm việc nhiều hơn với các dạng toán học đương đại cũng như các đoạn mã, mọi đối tượng đều được Module hay Pattern hóa nhằm để tái sử dụng và chia sẻ ý tưởng thiết kế…. Để làm được điều này, các kiến trúc sư phải học những kĩ năng và những công cụ mới để hỗ trợ.
- Việc áp dụng các phương pháp sáng tác của xu hướng này tỏ ra hiệu quả đối với tất cả các quy mô của dự án thiết kế từ các chi tiết trang trí nhỏ cho đến thiết kế cả một không gian đô thị rộng lớn. Quy mô dự án thiết kế càng lớn thì Kiến trúc Tham số càng tỏ rõ tính hiệu quả của nó.
- Một đặc điểm quan trọng của xu hướng kiến trúc này là có sự tham gia một cách trực tiếp của máy tính vào quy trình thiết kế của kiến trúc sư. Máy tính không còn đóng vai trò hỗ trợ đơn thuần nữa mà có chức năng "gợi ý" cho Kiến trúc sư tìm kiếm các ý tưởng kiến trúc thông qua các hàm số hình học có chứa đựng tham số. Vai trò thiết kế của kiến trúc sư từ thế chủ động đã chuyển sang thế bị động khi tìm kiếm nét đẹp của các hình khối kiến trúc một cách ngẫu nhiên từ các mô hình được xây dựng trên máy tính. Tuy nhiên, điều này cũng không có nghĩa là kiến trúc sư ngày càng phụ thuộc vào máy tính, nếu cần thiết, kiến trúc sư hoàn toàn có thể xây dựng các mô hình tham số một cách chủ động từ ý tưởng của mình mà không cần đến sự "gợi ý" của máy tính.

## Tác giả và tác phẩm Kiến trúc Tham số tiêu biểu
- Zaha Hadid.
- Grey Lynn.
- Frei Otto.